# Elias Fausto (kommun)
Elias Fausto är en kommun i Brasilien.   Den ligger i delstaten São Paulo, i den sydöstra delen av landet, 800 km söder om huvudstaden Brasília. Antalet invånare är 15 796.
Följande samhällen finns i Elias Fausto:
- Elias Fausto

Omgivningarna runt Elias Fausto är en mosaik av jordbruksmark och naturlig växtlighet. Runt Elias Fausto är det tätbefolkat, med 636 invånare per kvadratkilometer.